# Asilo de Inválidos Militares de Runa

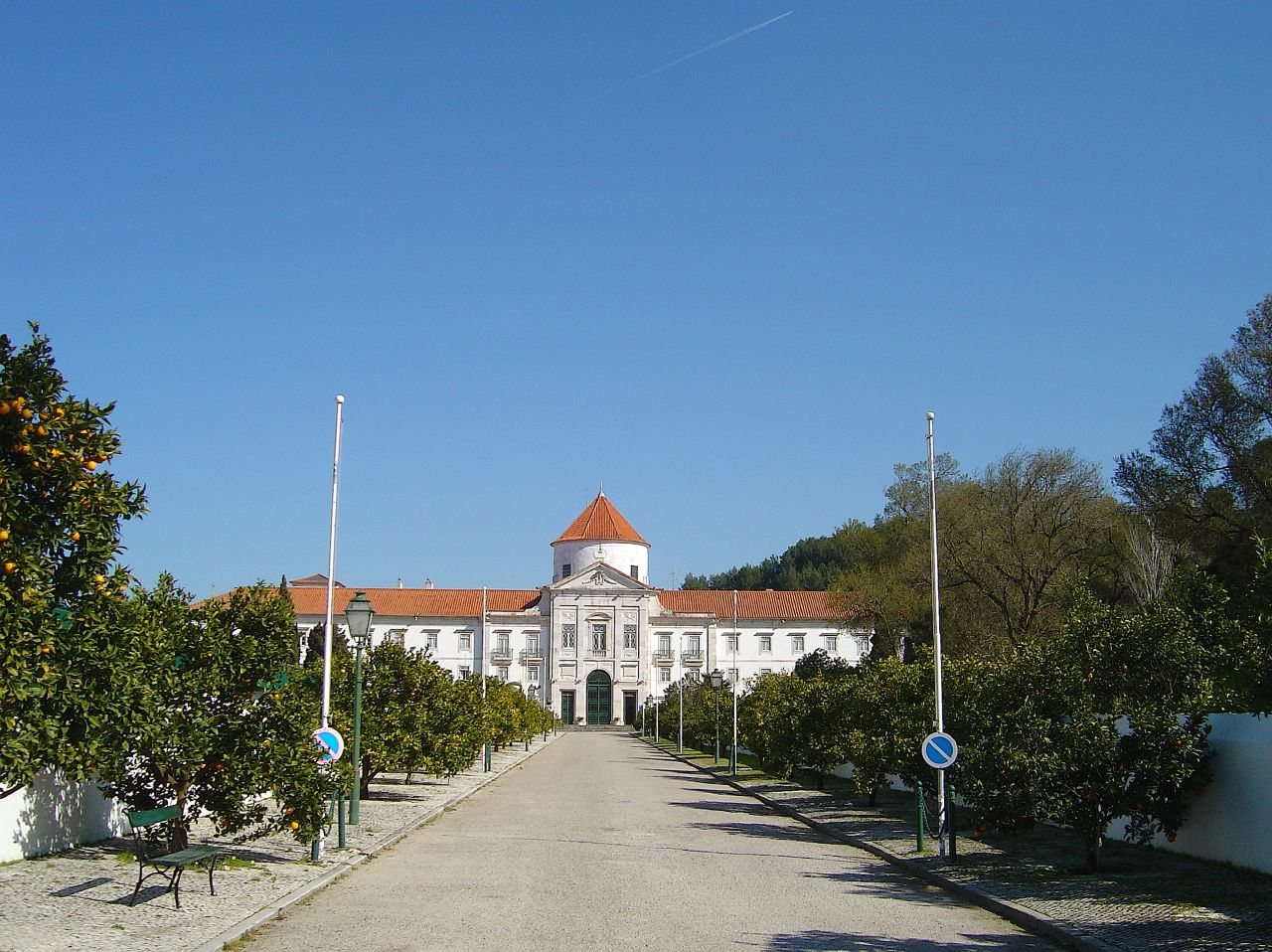
O edifício do Asilo de Inválidos Militares de Runa.

O Asilo de Inválidos Militares de Runa, também chamado Lar dos Veteranos Militares, está localizado na freguesia de Dois Portos e Runa, no município de Torres Vedras, em Portugal.
O edifício do Asilo de Inválidos Militares de Runa está classificado como Imóvel de Interesse Público desde 1967.

## História
O Real Asilo de Runa foi construído a expensas da princesa do Brasil, D. Maria Francisca Benedita, irmã e nora de D. Maria I, na sua quinta daquela povoação, um majestoso edifício setecentista.
D. Maria Francisca, que ficou viúva em 1788, como homenagem ao seu falecido marido e aos militares que haviam servido a Pátria nas guerras, resolveu aceitar o louvável e benéfico destino de fundar um asilo exclusivo para militares pobres e inválidos, tendo reservado uma parte do edifício para os seus aposentos.
O edifício foi inaugurado a 25 de Julho de 1827, dando entrada nesse dia 16 veternos militares, estando a princesa a comemorar os seus oitenta e um anos de idade. Foram gastos na sua construção mais de 600 contos de réis. Bem traçado no estilo neoclássico da época, projectado pelo arquitecto José da Costa e Silva, a obra monumental, segundo a inscrição na fachada, começou a 18 de Junho de 1792. No átrio do edifício, ficaram gravadas numa placa em letras de ouro as palavras proferidas pela sua fundadora no dia da sua inauguração e dirigidas aos veteranos: ESTIMO TER PODIDO CONCLUIR O HOSPITAL QUE MANDEI CONSTRUIR PARA DESCANSARDES DOS VOSSOS HONROSOS TRABALHOS; EM RECOMPENSA SÓ VOS PEÇO A PAZ E O TEMOR A DEUS.

## Arquitetura
Este edifício, que no seu aspecto externo, se reduz à figura dum longo quadrilátero, corre no sentido norte a sul, tendo na sua frente 99 metros, de fundo 61, de altura 13, com 365 janelas (tantas como os dias de um ano), e 13 de fundo. Ao centro do edifício, a notável entrada para a igreja, formando peristilo, é de uma arquitectura austera e nobre. O templo tem uma curta nave ou corpo e um grande transepto em que os topos são rematados em semicírculo. O conjunto é dominado por uma cúpula. De notar, os nichos com esculturas de mármore de Carrara, ao estilo neoclássico. Pertence também a esta igreja uma alta e valiosa custódia de prata dourada com peso de 14,725 kg e com 1,30 metros de altura, cravejada de pedras preciosas, que muitas delas eram da própria Princesa.
Como motivo de interesse para o visitante deve-se mencionar ainda a Tribuna Real, de cujas janelas no primeiro andar se tem a melhor perspectiva, sobre o interior da igreja. Hoje armada em sala, guarda várias pinturas de valor, portuguesas e estrangeiras. Sobressaem as três tábuas portuguesas da primeira metade do século XVI, representando São Luís, Rei de França, São João Baptista e São Jerónimo, São Bento e Santo Ambrósio, e uma tela representando Santo António e o Menino, assinada por Vieira Lusitano.
Numa outra ala do edifício os chamados "Aposentos da Rainha" conservam nas paredes uma decoração neoclássica e, na sala principal, pode admirar-se um retrato da rainha D. Maria I.
O acesso ao edifício é feito por uma alameda de 170 metros de comprimento e ao lado direito encontra-se um magnífico jardim frondoso arvoredo, que inclui diversas espécies de vegetais, entre as quais um dos maiores e antigos cedros de Portugal, e também muitas aves interessantes como os galos da Índia ou os belos pavões.

## Ligações exteriores
- Centro de Apoio Social de Runa (CASR)